# Jacoba Dhont
Jacoba Catharina Adriana Dhont (Middelburg, 28 oktober, 1879- Bussum, 24 november 1964) was een Nederlands zangeres. Haar stembereik was alt.
Ze werd geboren in het gezin van winkelier Jan Cornelis Marinus Dhont en Catharina Adriana van Sluijs. In 1907 trouwde ze met Sem Dresden. Zoon Anton Dresden werd cellist en pianist.
Zij kreeg haar muziekopleiding van Carl Johann Cleuver in Middelburg en van Cornelie van Zanten aan het Amsterdams Conservatorium. In die periodes zong ze ook al op podia. Zo zijn er van haar optredens bekend in operettes en opera’s (Le nozze di Figaro) in Middelburg en Parsifal in Amsterdam. Ze volgde Van Zanten naar Berlijn. In die stad begon ze ook met optreden in bijvoorbeeld de Matthäus-Passion van Johann Sebastian Bach, maar ze gaf ook concerten in de Kaiser-Wilhelm-Gedächtniskirche. Daarna zong ze ook in andere steden in Duitsland en Nederland. Ze bleef nog even concertzangeres, maar legde de nadruk op het geven van zangles, zowel aan het Amsterdams (tot en met 1937) als het Haags Conservatorium (vanaf 1937; haar man werd daar opvolger van Johan Wagenaar). Onder haar leerlingen bevonden zich Elly Ameling, Herman Mulder en Michel Gobets. 